# Sury
Sury é uma comuna francesa na região administrativa de Grande Leste, no departamento das Ardenas. Estende-se por uma área de 3,31 km². Em 2010 a comuna tinha 113 habitantes (densidade: 34,1 hab./km²).